# Atoni
Atoni, także: Atoin Pah Meto, Atoin Meto, Dawan – grupa etniczna zamieszkująca centralne, górzyste tereny wyspy Timor. Ich populacja wynosi 530–750 tys. osób. Stanowią największą grupę etniczną w indonezyjskiej części wyspy Timor.
W wyniku działalności misjonarzy przyjęli chrześcijaństwo (katolicyzm i protestantyzm), ale utrzymują także tradycyjne wierzenia. Niektóre grupy wyznają islam w odmianie sunnickiej. Oprócz indonezyjskiego Timoru Zachodniego zamieszkują także enklawę Oecusse w Timorze Wschodnim.
Posługują się językiem uab meto (atoni) z wielkiej rodziny austronezyjskiej. W użyciu są także języki: indonezyjski i malajski Kupangu oraz tetum i portugalski. Pod względem fizycznym przypominają ludy papuaskie. Uchodzą za rdzennych mieszkańców wyspy, w języku indonezyjskim bywają określani jako Orang Timor Asli. Nazwa Dawan ma charakter pejoratywny. Prawdopodobnie określenie to pochodzi od wyrazu „wróg” w którymś z sąsiednich języków. Nazwa Atoni (Pah) Meto lub Atoin (Paah) Meto oznacza „ludzie suchego lądu”.
Główne zajęcia Atoni to ręczne rolnictwo tropikalne (uprawa kukurydzy, roślin bulwiastych, ryżu suchego, roślin bobowatych, pieprzu, różnych owoców i warzyw), hodowla zwierząt (bawoły, mniejsza rogacizna, trzoda chlewna, konie); produkcja miodu, wosku, cennych gatunków drewna, żywic, barwników naturalnych (na sprzedaż). Pewne znaczenie mają też łowiectwo, rybołówstwo przybrzeżne i rzeczne, rzemiosło (tkactwo, plecionkarstwo, obróbka drewna).
Organizacja społeczna jest oparta na patrylinearnym systemie pokrewieństwa.